# Edison (báseň)
Edison je básnická skladba Vítězslava Nezvala. Vznikla na konci října a začátku listopadu 1927 u autorových rodičů v Dalešicích, poprvé vyšla v létě 1928 nákladem Rudolfa Škeříka jako pátý svazek edice Plejáda s obálkou a vazbou Obrtelovou zároveň s Nezvalovými a Teigovými Manifesty poetismu, k nimž se tato skladba přiřazuje jako jejich básnický protějšek.

## Skladba
Nezval se v této básni zamýšlí nad tím, co zůstane po člověku po jeho smrti a dochází k závěru, že je to jeho dílo. Nezval se v této básní podobá „hazardnímu hráči“ a motiv hry a hráče prostupuje celou skladbu. Vynálezce Edisona si vzal za vzor proto, že toho mnoho dokázal. Je to jakási oslava práce. Edisonova postava je zosobnění kladných rysů, které dávají životu potřebné impulsy. Proti tomuto světu je zde protikladem svět hazardních hráčů, kteří jsou nositeli vlastností jako je spekulace a dalších záporů, které vedou k životní prázdnotě. Tyto rozdíly se projevují i v refrénu, kde jsou nejmarkantnější:

„Bylo tu však něco krásného co drtí

odvaha a radost z života i smrti“

Druhý refrén (pro hráče), měl tuto podobu:

„Bylo tu však něco těžkého co drtí

smutek, stesk a úzkost z života i smrti“

## Edice
Text Edisona, od prvního otisku značně stabilní, prodělal před prvním uveřejněním určitý vývoj. Dedikace EDISONOVI / jenž stvořil více světel / než Bůh sopek / vynálezci nové epochy / Američanu / hrdinovi XX. století / a všech věků / tuto malou odyseu / básník a Evropan Čech / VÍTĚZSLAV NEZVAL byla připojena dodatečně. Od roku 1930 je Edison součástí Nezvalovy sbírky Básně noci, pětkrát byl však po uveřejnění vydán samostatně knižně i mimo ně - vždy se skladbami Signály času, jednou navíc s Pozoruhodným kouzelníkem a Neznámou ze Seiny.
- První z těchto vydání se uskutečnilo za druhé světové války, kdy bylo vydání celého Podivuhodného kouzelníka z cenzurních důvodů nemožné (Edison, báseň o pěti zpěvech s doslovem Signál času, Fr. Borový, Praha, 1940, České básně sv. 44, obálka Fr. Muziky)
- druhé v roce Nezvalovy smrti (1958) jako Edison - Pozoruhodný kouzelník - Neznámá ze Seiny, šestý svazek Květů poezie redigovaných v Mladé frontě Fr. Götzem (vazbu navrhla a graficky upravila Sylvie Vodáková, doslov napsal Jiří Hájek)
- dva roky po autorově smrti (1960) se Nezval dostal do výběrové reprezentační edice Nesmrtelní v pražském nakladatelství krásné literatury, hudby a umění v podobě jubilejního 50. svazku Edison-Signál času (ilustroval, vazbu a předsádky navrhl Josef Šíma, graficky upravil Václav Rein, edičně připravil Vladimír Justl, doslov napsal Jiří Taufer)
- v roce 1969 vyšel Edison jako 3000. kniha nakladatelství Československý spisovatel (s jinými kresbami Josefa Šímy, v typografii Oldřicha Hlavsy)
- jako Edison (na obálce a v tiráži) a Edison-Signál času (na patitulním listě, klasický titulní list v knize není) byly Nezvalovy edisonovské skladby vydány „pro žáky středních škol“ nakladatelstvím Československý spisovatel, Praha, 1982 (obálku, vazbu a grafickou úpravu navrhl Rostislav Vaněk, doslov Básník a vynálezce i ediční poznámku napsal Milan Blahynka)

Podle autorova vlastního výroku je to „stavbou přísná sonáta“. Jedná se o pětidílnou skladbu, která je protkána celou sítí nejrůznějších refrénů, ozvěn, variací a její eufonie je plně významová.

## Statistiky
- první oddíl má 66 veršů, druhý 68, třetí 85, čtvrtý 111, pátý 83
- zeměpisné názvy umístěné v této skladbě: most Legií, Vltava, hradčanský dóm, Košíře, Kanada, Michigan, Detroit, Jáva, New York, Broadway, Velká Praha, Pensylvánie, Menlopark, Balmoral, Řím, via Appia, Brazílie, Japonsko, Havana, Amazonka
- osoby: Edison, Darwin, Baker, Newton, svatý Pavel, Beethoven, Nero, Kolombus, Kristus, Mac Gowan

## Zhudebnění
Báseň byla zhudebněna jazzovým hudebníkem Janem Spáleným - viz Edison (album)